# ケビン (歌手)
KEVIN（ケビン、韓: 케빈、1991年11月25日 - ）は、アメリカ合衆国サンフランシスコ出身の韓国の歌手。

## 人物
- 本名：Kevin Woo / 韓国名：ウ・ソンヒョン (우성현)
- 身長：181cm、体重：56kg、血液型：O型。
- XINGの元メンバー。
- U-KISSの元メンバー。
- 家族構成：両親、姉。
- 趣味：音楽鑑賞、映画鑑賞、読書、作曲、写真を撮ること。
- 特技：英語、ピアノ、笑顔、ご飯をゆっくり食べる、女性グループのダンス。

## 来歴

### U-KISS時代の活動
2008年 U-KISSとしてデビュー
2016年7月6日 日本でソロシングル「Make me/Out of my life feat.K」をリリース。
2017年3月末日をもって、韓国所属事務所「NHメディア」との契約満了に伴いU-KISSを卒業することを発表。
U-KISS卒業を発表後、U-KISSとして最後のLIVEツアー「U-KISS PREMIUM LIVE -KEVIN'S GRADUATION-」のステージに立つ。2017年4月20日の名古屋センチュリーホールから、22日の神戸国際会館、24日-25日の神奈川県民ホールの3都市8公演を周りU-KISSを卒業。

### 日本事務所との契約
グループ卒業後、1年間の準備期間を経て2018年7月にジャパン・ミュージックエンターテインメントと契約したことを発表。

## ディスコグラフィー

### シングル
KEVIN(from U-KISS)名義
- "Make me/Out of my life feat.K" （2016年7月6日）

正式
- "RIDE ALONG" （2018年10月25日）
- "FREEDOM" （2019年4月17日）

### デジタルシングル
- "RIDE ALONG English ver." （2018年10月25日）
- "Camouflage / OST" （2018年11月15日）
- "Over You / Hollaphonic ft.KEVIN" （2019年7月6日）
- "Beautiful Day Korea ver." （2019年7月23日）
- "Falling / James × KEVIN" （2019年8月2日）

### ミニアルバム
- Treasure （2019年7月31日）

### LIVE CARD
- KEVIN FIRST TOUR 2019～COME ALIVE～

8月10日東京ファイナル公演 (2019年9月16日)

## ツアー
- KEVIN FIRST TOUR 2019 -COME ALIVE-

2019年7月21日(日) DRUM Be-1
2019年7月27日(土) ボトムライン
2019年8月4日(日) クラブクアトロ
2019年8月10日(土) WOMB
- KEVIN WOO X JAMESJHL FEATURING FYKE

Two-City West Coast Tour
2019年8月24日(土) Los Angeles (EI Rey)
2019年8月25日(日) San Francisco
(Cornerstone Craft Beer & Live Music)
- KEVIN FIRST TOUR 2019～COME ALIVE～追加公演

2019年9月16日(月・祝) 品川グランドホール

## イベント&ライブ
- KCON 2017 NY

2017年6月23日(金) Prudential Center
2017年6月24日(土) Prudential Center
- KCON 2017  LA

2017年8月19日(土) Staples Center
2017年8月20日(日) Staples Center
- KCON 2017 Australia

2017年9月22日(金) Qudos Bank Arena
2017年9月23日(土) Qudos Bank Arena
- KEVIN'S PREMIUM EVENT 2018 WELCOME KLOVER

2018年7月7日(土) Zepp Osaka Bayside
2018年7月13日(金) Zepp Tokyo
- TS ONE UNITED KEVINのFUN FAN FUN 公開収録

2018年9月24日(祝・月) サンリオピューロランド
- MenDress 2018Autumn

2018年10月13日(土) 品川プリンスステラボール
- Ride Alongリリースイベント

2018年10月8日(月・祝) ラクーアガーデンステージ
2018年11月10日(土) 神戸アートビレッジセンター
- Ride Along FCサイン会

2018年11月11日(日) 大阪ランドマークビル203
2018年11月13日(火) エアポートウォーク名古屋
2018年11月17日(土) 目黒セントラルスクエア13F
- KEVIN生誕祭 2018

2018年11月24日(土) 日本橋三井ホール
- K-FESTIVAL2018

2018年12月5日 (水) 東京ドームシティ
- KEVIN Calendar 2019 お渡し会

2018年12月22日(土) 宮益坂十間スタジオ
- KEVIN presents Sweet White Day 2019

2019年3月16日(土) 竹芝ニューピアホール
2019年3月21日(木・祝) 大阪ビジネスパーク円形ホール
- FREEDOMリリースイベント

2019年3月31日(日) 福岡天神コア
2019年4月7日(日) 大阪TWIN21
2019年4月14日(日) エアポートウォーク名古屋
2019年4月21日(日) ラソラ札幌
2019年4月29日(月・祝) ラクーアガーデンステージ
- FREEDOM FCサイン会

2019年3月30日(土) 天神チクモク
2019年4月6日(土) 大阪OSTEC
2019年4月13日(土) 栄omniセミナールーム
2019年4月20日(土) ACU札幌
2019年4月28日(土) 原宿STUDIO IVVA
- KCON 2019 JAPAN コンベンションMC

2019年5月17日(金) 幕張メッセ国際展示場ホール
2019年5月18日(土) 幕張メッセ国際展示場ホール
2019年5月19日(日) 幕張メッセ国際展示場ホール
- FREEDOMリリースイベント&特典会

2019年5月22日(水) 14:00- Studio Freedom
- FREEDOMスペシャルライブ

2019年5月22日(水) 19:00- Studio Freedom
- KLOVER1周年記念サイン会

2019年6月22日(土) 目黒セントラルスクエア13F
- KCON 2019 NY

2019年7月6日(土) MADISON SQUARE GARDEN
2019年7月7日(日) MADISON SQUARE GARDEN
- MINI ALBUM「Treasure」サイン会

2019年7月20日(土) リファレンス大博多ビル1109
2019年7月28日(日) Nadya park
2019年8月3日(土) 梅田ハピネス
2019年8月11日(日) 目黒セントラルスクエア13F
- 1st TOUR FINAL 直前！KEVIN王子様公開イベント

2019年9月15日(日) ヒューリックホール東京
- bibigoフェア2019： ミニライブ&特典会

2019年9月8日(日) イオンレイクタウンmori
- KCON 2019 THAILAND

2019年9月28日(土)-29日(日) IMPACT Arena
- Power of K Lab7ライブビューイング / ゲスト

2019年10月7日(月) シダックスカルチャーホールA渋谷
- KEVIN SPECIAL EVENT & LIVE in OSAKA

2019年10月17日(木) TAKARA OSAKA
- Kevin Woo Meetup in Singapore

2019年11月9日(土) Boufe Boutique Cafe
- KEVIN Calendar 2020 サイン会

2019年11月17日(日) 原宿STUDIO IVVA
- KEVINファンクラブ旅行2019 in台湾

～KEVIN 28th Birthday～
2019年11月23日(土)-11月25日(月)
- KEVINSMAS 2019

2019年12月21日(土) 恵比寿ザ・ガーデンルーム
- KEVIN Calendar 2020 握手&お渡し会

2019年12月22日(日) UN STUDIO
- ソンモ＆KEVIN X-mas BIG EVENT THE PRESENT

2019年12月24日(火) 烏山区民会館ホール
- SkinS Festival: Fall Edition / in Singapore ※延期

2019年12月28日(土) Capitol Theatre
- DIANA GARNET & KEVIN WOO

LIVE IN CONCERT & FAM SIGN  MEETING in Ohio
2020年1月11日(土) Union Station Ballroom
- 韓流ザップ祭2020

2020年1月28日(火) マイナビBLITZ赤坂

## 出演

### テレビ出演
- After School Club /  arirang TV (韓国)

2014年2月-2018年4月 毎週火曜日 生放送：MC
- 猫のひたいほどワイド / tvkテレビ神奈川

2018年10月25日(木)12:00-13:30 生放送
- ゴゴスマ～GOGO!Smile!～ / CBCテレビ

2018年1月12日(月) 13:55-15:58 生放送
- 韓流ザップ / BSスカパー!

2018年12月4日(火) 21:00-22:00 生放送
- よじごじDays / テレビ東京

2019年4月16日(火)15:40-
- この差って何ですか？ / TBS

2019年4月23日(火) 19:00-20:00
- 韓流ザップ / BSスカパー!

2019年4月23日(火) 21:00-22:00 生放送
- ラブラブK-POP / ミュージック・ジャパンTV

2019年5月26日(日) 18:30-19:00
- バリはやッ! ZIP! / FBS福岡放送

2019年7月31日(水) 5:20〜6:30
- 金曜日のソロたちへ / NHK総合

2020年2月7日(金) 23:50-

### アプリ&Web配信番組出演
- K MEN'S PARADISE：ゲスト / dTVチャンネル

2018年12月2日(日) 19:00-19:30 #10
2018年12月9日(日) 19:00-19:30 #11
- Christmasネットサイン会

2018年12月25日(火) 18:00-
- 韓流NEXTスペシャルKEVIN編

2019年1月1日(火)12:00- 配信
- ValentineDayネットサイン会

2019年2月14日(木) 20:00-
- FREEDOMネットサイン会

2019年4月17日(水) 20:00-
- ほほえみの天使が作る韓流和食 / cookpadLive

2019年5月9日(木) 22:00- 生配信
- KEVIN王子様 / ひかりTVチャンネル＋

2019年5月22日- 
- ほほえみの天使が作る韓流和食 / cookpadLive

2019年5月26日(日) 20:00- 生配信
- ほほえみの天使が作る韓流和食 / cookpadLive

2019年6月30日(木) 20:00- 生配信
- KEVINのおねだり旅：ソンモ編 / U-NEXT

2019年7月1日(月)- 全3回
- ほほえみの天使が作る韓流和食 / cookpadLive

2019年7月23日(木) 22:00- 生配信
- Treasureネットサイン会

2019年9月1日(日) 20:00- LAから生配信
- KEVINのおねだり旅：セヨン編 / U-NEXT

2019年9月6日(金) 12:00- 配信
- ほほえみの天使が作る韓流和食 / cookpadLive

2019年9月9日(月) 21:00- 生配信
- ほほえみの天使が作る韓流和食 / cookpadLive

2019年10月22日(火) 20:00- 生配信
- -COME ALIVE- LIVE CARDネットサイン会

2019年11月6日(水) 20:00- 生配信
- ほほえみの天使が作る韓流和食 / cookpadLive

2019年11月19日(火) 20:00- 生配信
- ほほえみの天使が作る韓流和食 / cookpadLive

2019年12月17日(火) 20:30- 生配信
- 男前ソンモ★KEVIN王子様 / dTVチャンネル

2020年1月15日(水) 21:30- #1
- ほほえみの天使が作る韓流和食 / cookpadLive

2020年1月26日(日) 19:00- 生配信 最終回
- 男前ソンモ★KEVIN王子様 / dTVチャンネル

2020年1月29日(水) 21:30- #2

### ミュージカル
- メイビーハッピーエンド

2017年5月20日(土) サンシャイン劇場
2017年5月21日(日) サンシャイン劇場
2017年5月25日(金) サンシャイン劇場
2017年5月26日(土) サンシャイン劇場
2017年5月27日(日) サンシャイン劇場
- 新's WAVE GALA CONCERT VOL.I

2017年7月29日(土) Zeppなんば大阪
- ALTAR BOYZ

2017年9月15日(金) 舞浜アンフィシアター
2017年9月16日(土) 舞浜アンフィシアター
- ALTAR BOYZ

2019年2月8日(金) 大阪オリックス劇場
2019年2月9日(土) 大阪オリックス劇場

### ラジオ出演
- KEVINのFUN FAN FUN：全4回 / TS ONE UNITED

2018年9月4日、11日、18日、25日 毎週火曜日 22:00-
- 60TRY部 / ラジオ日本

2018年10月26日(金) 20:00台
- PEEPS！ / ZIP‐FM

2018年11月22日(木) 24:00-
- 大竹まことゴールデンラジオ / 文化放送

2019年4月22日(月) 13:25-
- 60TRY部 / ラジオ日本

2019年4月26日(金) 19:00台
- Top of the Morning / 福岡LOVE FM

2019年7月22日(月) 公開生放送
- オトナビゲーション / 福岡RKBラジオ

2019年7月22日(月) 公開生放送
- ミュージックライダー！/ KBCラジオ

2019年9月1日(日) 22:30-

### 雑誌
- 女性セブン36号 (2019年9月27日発売) 特集
- カーセンサー11月号 (2019年9月20日発売) 特集
- カーセンサー4月号 (2019年2月20日発売) 特集